# Státní znak Nepálu
Státní znak Nepálu je tvořen bílou, mapovou siluetou státu, položenou na tmavě zelenou, kopcovitou krajinu, nad níž ční světle modrý, částečně zasněžený štít Mount Everestu, nejvyšší hory nejen Nepálu, ale celého světa. Pod kopci jsou dvě podané ruce (mužská a ženská). Výjev je orámován zelenými, červeně kvetoucími větvemi pěnišníku (rododendronu). V horní části je mezi konci ratolestí malá státní vlajka. Pod výjevem je zelená plocha, přes kterou jsou položeny dva odvrácené, tmavě žluté klasy pádí. V dolní části je červená, zvlněná stuha s bílým mottem जननी जन्मभूमिश्च स्वर्गादपी गरीयसी (Jananī janmabhūmiśca svargādapi garīyasī) v písmu dévanágarí (česky Matka a vlast jsou důležitější než nebeská říše).
Zelená plocha pod hlavním výjevem symbolizuje teraje, krajinu na pomezí Nepálu a Indie. Ruce symbolizují rovnost obou pohlaví. Znak představuje národní jednotu a svrchovanost lidu.

## Historie
V roce 1846 se po převratu dostala k moci dynastie Ránů (ta dědičně vykonávala funkci ministerského předsedy) a pravděpodobně z tohoto období pochází zřejmě první nepálský státní znak. Ten tvořil štít s vyobrazením nížiny, za níž se tyčily vrcholky Himálaje a vycházející, zářící slunce. Na štít byla položena nepálská královská koruna, kolem štítu byla stuha s mottem (již tehdy) Jananī janmabhūmiśca svargādapi garīyasī v písmu dévanágarí (česky Matka a vlast jsou důležitější než nebeská říše). Po stranách byla kopí se dvěma praporky pod sebou, tvořící tehdejší státní vlajku. V dolní části znaku byly dvě zkřížené kukri, tradiční zbraně Gurkhů, a řád – zřejmě šlo o jedno z nejvyšších nepálských vyznamenání: Řád Gurkhovy pravé ruky (to však bylo zavedeno až králem Prithvím Bírem Bikramem Šáhem v roce 1896).
11. prosince 1911 se stal králem Tribhuvan Bír Bikram Šáh Déva a v této souvislosti došlo k podstatné změně znaku. Ten byl nově tvořen empírovým štítem s vyobrazením hinduistického boha Šivy, vyrůstajícím z moře před Himálajem. Kolem štítu byly položeny dvě bílé stuhy, jedna s předchozím mottem, druhá s latinským nápisem DULCE ET DECORUM EST PRO PATRIA MORT (česky Jak sladké a čestné je zemřít za vlast). Po stranách byli dva strážci, heraldicky vpravo byl voják s puškou v červeno-černé uniformě, vlevo lovec s lukem a šípy, v tradičním bílém oděvu. Oba strážci stáli na zelené travnaté půdě, v přední části lemované bílou, několikrát přeloženou stuhou. Na té byl v písmu dévanágarí verš z Rámájany, starověkého indického eposu (česky Nestarám se o Lanku, Lankšmano, i kdyby byla ze zlata. Matka a vlast jsou důležitější než nebeská říše). Nad štítem byla nepálská královská koruna, pod ní dvě šlápoty boha Višnua, pod nimi zkřížené zbraně kukri, doprovázené symboly slunce a měsíce. Pod nimi byla bílá, několikrát přeložená stuha v písmu dévanágarí: ŠRÍ NEPÁL SARKÁR (česky Slavná vláda Nepálu). Pod stuhou v dolní části znaku byla barevná písmena TBBS (královy iniciály).
Ve 30. letech 20. století byla ze znaku vypuštěna koruna, stuha pod zelenou půdou a královy iniciály (král Tribhuvan však vládl dál).
Za II. světové války byl zaměněn strážce (heraldicky vpravo) za gurkhského vojáka v moderní uniformě.

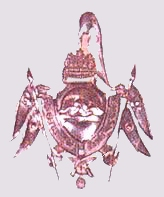
Nepálský znak dynastie Ránů (asi po roce 1896–1911)
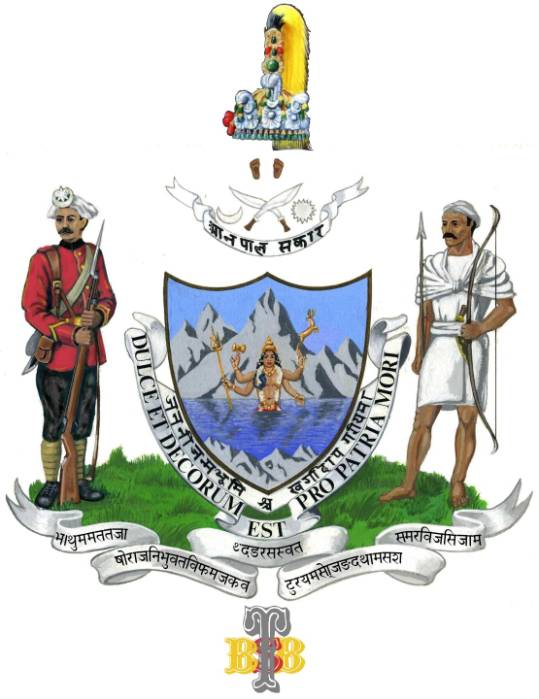
Nepálský znak krále Tribhuvana (1911–~1935)
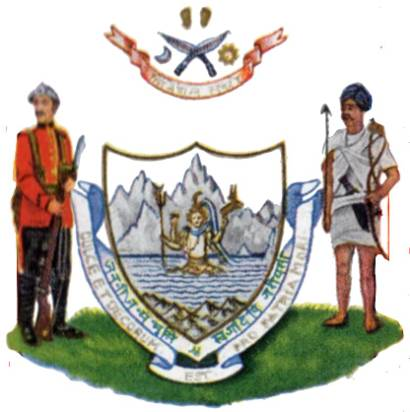
Nepálský znak (~1935–~194?)
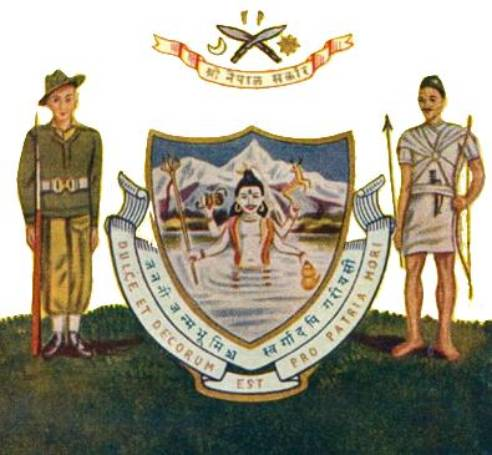
Nepálský znak (~194?–1962)

V letech 1959–1960 proběhlo (za vlády Nepálské kongresové strany) krátké období demokracie, následovné převratem. V roce 1962 byla v zemi zavedena demokracie bez politických stran (pančájatový systém) a ústavou z 16. prosince byl potvrzen nový státní znak. Ten zobrazoval říční údolí, za kterým se tyčily částečně zasněžené vrcholy Himálaje. U řeky stála bílá posvátná kráva zebu, naproti do zelena zbarvený národní pták Nepálu, bažant lesklý. V pozadí byl zobrazen chrám Pašupatinátha (ničitele zla) se stromem. Výjev je obklopen červenými květy pěnišníku. Po stranách stojí znovu nepálský voják (heraldicky vpravo) s puškou a v moderní uniformě, naproti pak v tradičním bílém oděvu lovec s lukem a šípy. Pod výjevem byla červená stuha s již použitým nápisem (Jananī janmabhūmiśca svargādapi garīyasī) v písmu dévanágarí. Nad horami byly po stranách stylizovaný stříbrný měsíc (heraldicky vpravo) a stylizované (taktéž stříbrné) slunce na opačné straně. Měsíc i slunce měly lidské tváře. Nad znakem byla královská koruna, pod ní opět šlápoty boha Višnua nad dvěma zkříženými zbraněmi kukri a dvěma zkříženými nepálskými vlajkami.

Nepálský znak (1962–2008)

V roce 1990 vedly nepokoje ke zrušení pančájatového systému, obnovení demokracie a konstituční monarchie. Počátky občanské války se datují již od roku 1996. 1. června 2001 byl při masakru nepálské královské rodiny král Biréndra Bír Bikram Šáh Déva zavražděn. Následovaly útoky maoistů. V únoru 2005 král Gjánéndra Bír Bikram Šáh Déva rozpustil vládu (až do roku 2006) a převzal veškerou moc. V roce 2006 vyhlásil parlament Nepál za sekulární stát a 14. prosince 2006 byl, s účinností od 30. prosince, přijat nový státní znak. Autory znaku jsou Nabindra Man Rajbhandari, Himayala Gautam a Krishna Shrestha.
16. ledna 2007 byl král Biréndra sesazen, v prosinci byl vydán dodatek k ústavě a 28. května byla vyhlášena Nepálská federativní demokratická republika, státní symboly byly zachovány.
13. června 2020 byl znak nepatrně pozměněn tak, aby obsahoval nově vydanou mapu, která zahrnuje území Kalapani a průsmyk Lipulekh. To vyvolalo protesty Indie, která o oblastech tvrdí, že jsou jejím územím.